# Joachim Bottieau
Joachim Bottieau (Boussu, 20 marzo 1989) è un judoka belga.

## Biografia
Ha rappresentato il Belgio ai Giochi olimpici estivi di Londra 2012 e Rio de Janeiro 2016, senza riuscire a salire sul podio. Ha ottenuto due medaglie di bronzo agli europei di Čeljabinsk 2012 e Budapest 2013.

## Palmarès
|                  | Cat.   | 2006   | 2007   | 2008 | 2009 | 2010    | 2011 | 2012   | 2013   | 2014 | 2015 | 2016 | 2017    | 2018 | 2019 |
| ---------------- | ------ | ------ | ------ | ---- | ---- | ------- | ---- | ------ | ------ | ---- | ---- | ---- | ------- | ---- | ---- |
| Giochi olimpici  | -81 kg | x      | x      | -    | x    | x       | x    | 9º     | x      | x    | x    | 17º  | x       | x    | x    |
| Mondiali         | -81 kg | x      | -      | x    | -    | 17º     | 17º  | x      | 7º     | 17º  | 17º  | x    | 17º     | -    |      |
| Europei          | -81 kg | -      | -      | -    | -    | -       | 17º  | Bronzo | Bronzo | 17º  | 33º  | 7º   | -       |      |      |
| Europei          | -90 kg |        |        |      |      |         |      |        |        |      |      |      |         | 17º  | 17º  |
| Campionati belgi | -73 kg | Bronzo | Bronzo | -    |      |         |      |        |        |      |      |      |         |      |      |
| Campionati belgi | -81 kg |        |        |      | Oro  | Argento | -    | Oro    | -      |      |      |      |         |      |      |
| Campionati belgi | -90 kg |        |        |      |      |         |      |        |        | Oro  | Oro  | -    | Argento | Oro  |      |